# Echinocereus schereri
Echinocereus schereri ist eine Pflanzenart in der Gattung Echinocereus aus der Familie der Kakteengewächse (Cactaceae). Das Artepitheton schereri ehrt den deutschen Kakteensammler Egon Scherer.

## Beschreibung
Echinocereus schereri wächst meist einzeln. Die graugrünen zylindrischen Triebe sind bis zu 22 Zentimeter lang und weisen Durchmesser von 10 Zentimeter auf. Es sind zwölf bis 18 gehöckerte Rippen vorhanden. Mitteldornen werden nicht ausgebildet. Die 21 bis 24 kammartig angeordneten, etwas rosafarbenen bis bräunlichen Randdornen sind dunkler gespitzt und 0,6 bis 1,2 Zentimeter lang.
Die trichterförmigen Blüten sind rötlich purpurfarben. Sie erscheinen nahe der Triebspitzen, sind 8 bis 9 Zentimeter lang und erreichen Durchmesser von 8 bis 11 Zentimeter. Die kugel- bis eiförmigen, anfangs grünen Früchte werden später braun.

## Verbreitung, Systematik und Gefährdung
Echinocereus schereri ist im mexikanischen Bundesstaat Durango verbreitet.
Die Erstbeschreibung durch Gerhard R. W. Frank wurde 1990 veröffentlicht.
In der Roten Liste gefährdeter Arten der IUCN wird die Art als „Data Deficient (DD)“, d. h. mit keinen ausreichenden Daten geführt.

## Nachweise